# Kaplica Kalksteinów w Chełmży
Kaplica Kalksteinów w Chełmży – oktagonalne (ośmiokątne) neorenesansowe mauzoleum rodziny Kalksteinów z Pluskowęs, znajdujące się na tzw. starym cmentarzu w Chełmży. 

## Historia

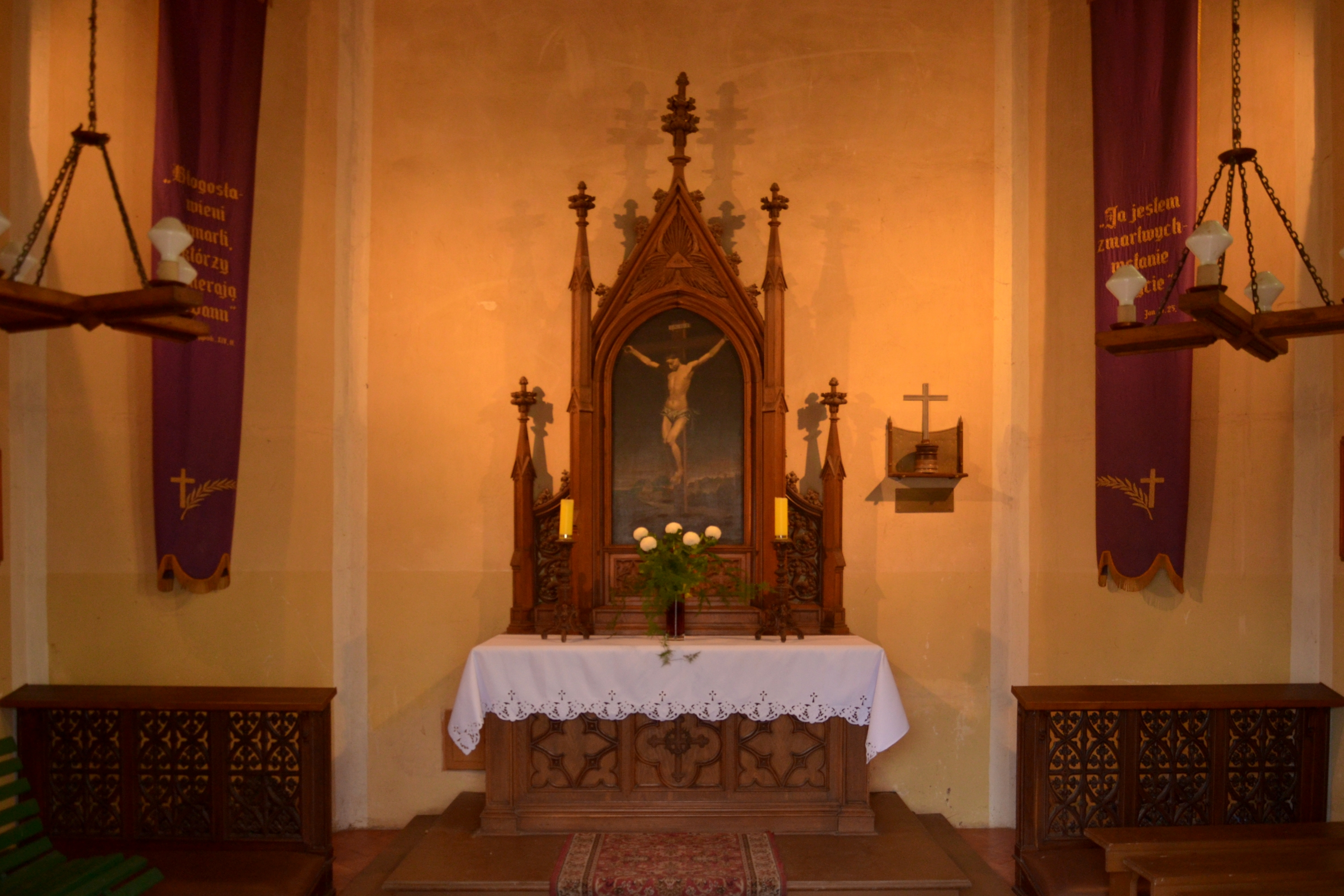
Wnętrze kaplicy

Budowla została wzniesiona przypuszczalnie między 1858 a 1862 rokiem. Jej projekt przypisywany jest poznańskiemu architektowi Stanisławowi Hebanowskiemu, pracującemu na zlecenie miejscowych rodów ziemiańskich i odpowiedzialnemu za przebudowę pałacu Kalksteinów w Pluskowęsach. 
Budowa kaplicy przypuszczalnie była związana z koniecznością przeniesienia prochów Józefa Kalksteina i Zofii z Wilxyckich z kościoła św. Mikołaja. Inicjator budowy, Karol Kalkstein, spoczął w nowo wybudowanym mauzoleum w styczniu 1862 roku.